# Ryo Goto
Ryo Goto (後藤 涼 Goto Ryo?), född 25 augusti 1986 i Saitama prefektur, är en japansk före detta fotbollsspelare.
Goto började sin karriär 2005 i Thespa Kusatsu (Thespakusatsu Gunma). Han spelade 204 ligamatcher för klubben. Han avslutade karriären 2013.